# Gethyllis namaquensis
Gethyllis namaquensis là một loài thực vật có hoa trong họ Amaryllidaceae. Loài này được (Schönland) Oberm. mô tả khoa học đầu tiên năm 1980.